# Marcos Senesi
Marcos Nicolás Senesi Barón (* 10. května 1997 Concordia) je argentinský profesionální fotbalista, který hraje na pozici středního obránce za anglický klub AFC Bournemouth a za argentinský národní tým.

## Klubová kariéra
Senesi debutoval v dresu San Lorenza 25. září 2016 jako střídající hráč v zápase argentinské Primera División proti Club Atlético Patronato. 16. září 2017 vstřelil svůj první a jediný gól za klub při výhře 1:0 proti Arsenalu de Sarandí. Za tři a půl sezóny odehrál Senesi v dresu San Lorenza 72 utkání, v nichž vstřelil 1 branku a asistoval na 3 branky.
Dne 2. září 2019 podepsal Senesi čtyřletou smlouvu s nizozemským fotbalovým klubem Feyenoord. 10. listopadu 2019 vstřelil svůj první gól za klub, a to v utkání proti RKC Waalwijk (výhra 3:2), když se v 85. minutě prosadil z volného přímého kopu. V sezóně 2021/22 došel s klubem až do finále Konferenční ligy, byl jedním z klíčových hráčů klubu, gólem přispěl k postupu přes pražskou Slavii a ve třech zápasech vedl tým jako kapitán. Ve finále však Feyenoord podlehl AS Řím 0:1.
Dne 8. srpna 2022 přestoupil Senesi do anglického klubu AFC Bournemouth, kde podepsal čtyřletou smlouvu. Argentinský obránce podepsal čtyřletý kontrakt, anglický klub zaplatil patnáct milionů eur. V anglickém mužstvu debutoval 13. srpna při prohře 0:4 s Manchesterem City. Na konci září 2022 se stal součástí stabilní základní sestavy Cherries a ve své první sezóně v klubu odehrál 31 ligových utkání, v nichž vstřelil 2 branky.

## Reprezentační kariéra
Senesi se rozhodl 19. května 2022 oblékat reprezentační dres Argentiny. Stoper z jihoamerické země pochází a upřednostnil ji před Itálií, jejíž trenér Roberto Mancini o jeho služby měl zájem. V argentinské reprezentaci debutoval 5. června, a to, když Argentina v přátelském utkání rozstřílela Estonsko (výhra 5:0).